# Ghil'ad Zuckermann
Ghil'ad Zuckermann (în ebraică: גלעד צוקרמן (/ɡi'lad ˈtsukeʁman/, n. 1 iunie 1971, Giv'atayim, Districtul Tel Aviv, Israel) (D.Phil., Universitatea Oxford; Ph.D., Universitatea Cambridge) este un lingvist israelo-australian, profesor în lingvistică la Universitatea din Adelaide, Australia.

Cercetările sale se ocupă mai ales de procesul învierii unor limbi (ca de exemplu ebraica și unele limbi aborigene din Australia), contactele dintre limbi, cu legătura dintre limba și cultură, lingvistica istorică, genetica lingvistică, dezvoltarea limbilor, sursele de imbogățire lexicală, multicauzalitatea în lingvistică, „hibridizarea” (încrucișarea lingvistică și culturală) . S-a distins prin studiile sale în domeniul ebraicii israeliene (numită de el „limba israeliană”) și a limbii idiș ca teren de examinare a teoriilor sale, și s-a interesat de procesul de înviere a limbilor aborigene din Australia. 

## Publicații (selecție)
- Revivalistics: From the Genesis of Israeli to Language Reclamation in Australia and Beyond. New York: Oxford University Press. 2020. ISBN 9780199812790.
- Language Contact and Lexical Enrichment in Israeli Hebrew, 2003, Palgrave Macmillan (ISBN 9781403917232 / ISBN 9781403938695)
- Israelit Safa Yafa, 2008, Am Oved (ISBN 978-965-13-1963-1)
- Engaging – A Guide to Interacting Respectfully and Reciprocally with Aboriginal and Torres Strait Islander People, and their Arts Practices and Intellectual Property, 2015
- Dictionary of the Barngarla Aboriginal Language of Eyre Peninsula, South Australia, 2018
- Jewish Language Contact (Special Issue of the International Journal of the Sociology of Language 226, 2014
- Burning Issues in Afro-Asiatic Linguistics Arhivat în 16 august 2020, la Wayback Machine., 2012
- Zuckermann, Ghil'ad; Quer, Giovanni; Shakuto, Shiori (2014). „Native Tongue Title: Proposed Compensation for the Loss of Aboriginal Languages”. Australian Aboriginal Studies. 2014/1: 55–71.
- Zuckermann, Ghil'ad; Walsh, Michael (2014). „"Our Ancestors Are Happy!": Revivalistics in the Service of Indigenous Wellbeing”. Foundation for Endangered Languages. XVIII: 113–119.
- Zuckermann, Ghil'ad; Walsh, Michael (2011). „Stop, Revive, Survive: Lessons from the Hebrew Revival Applicable to the Reclamation, Maintenance and Empowerment of Aboriginal Languages and Cultures” (PDF). Australian Journal of Linguistics. 31: 111–127.
- Zuckermann, Ghil'ad (2009). „Hybridity versus Revivability: Multiple Causation, Forms and Patterns” (PDF). Journal of Language Contact. 2: 40–67.
- Zuckermann, Ghil'ad (2006). „A New Vision for "Israeli Hebrew": Theoretical and Practical Implications of Analysing Israel's Main Language as a Semi-Engineered Semito-European Hybrid Language” (PDF). Journal of Modern Jewish Studies. 5: 57–71.
- Zuckermann, Ghil'ad (2004). „Cultural Hybridity: Multisourced Neologization in "Reinvented" Languages and in Languages with "Phono-Logographic" Script” (PDF). Languages in Contrast. 4: 281–318.
- Zuckermann, Ghil'ad (2003). „Language Contact and Globalisation: The Camouflaged Influence of English on the World's Languages – with special attention to Israeli (sic) and Mandarin” (PDF). Cambridge Review of International Affairs. 16: 287–307.
- Zuckermann, Ghil'ad (2008). „'Realistic Prescriptivism': The Academy of the Hebrew Language, its Campaign of 'Good Grammar' and Lexpionage, and the Native Israeli Speakers” (PDF). Israel Studies in Language and Society. 1: 135–154.
- "Complement Clause Types in Israeli", Complementation: A Cross-Linguistic Typology, Oxford University Press, pp. 72–92, 2006.
- " 'Etymythological Othering' and the Power of 'Lexical Engineering' in Judaism, Islam and Christianity. A Socio-Philo(sopho)logical Perspective", Explorations in the Sociology of Language and Religion, John Benjamins, pp. 237–258, 2006.
- "Blorít: Pagans' Mohawk or Sabras' Forelock?: Ideological Secularization of Hebrew Terms in Socialist Zionist Israeli", The Sociology of Language and Religion: Change, Conflict and Accommodation, Palgrave Macmillan, pp. 84–125, 2010.
- "Icelandic: Phonosemantic Matching", Globally Speaking: Motives for Adopting English Vocabulary in Other Languages, Multilingual Matters, pp. 19–43, 2008.
- Nguyen, Thuy Nga; Zuckermann, Ghil'ad (2012). „Stupid as a Coin: Meaning and Rhyming Similes in Vietnamese”. International Journal of Language Studies. 6.4: 97–118.

## Filmografia
- Fry's Planet Word, Stephen Fry
- SBS: Living Black: S18 Ep9 - Linguicide
- Babbel: Why Revive A Dead Language? - Interview with Prof. Ghil'ad Zuckermann
- Language Revival: Securing the Future of Endangered Languages, edX MOOC